# Mathieu Claude
Mathieu Claude, né le 17 mars 1983 à Niort, est un coureur cycliste français.

## Biographie
Vainqueur de certaines des plus importantes courses en ligne espoirs françaises, comme Paris-Tours espoirs ou la Côte picarde, Mathieu Claude passe professionnel en 2005 dans l'équipe Bouygues Telecom. Il obtient plusieurs places d'honneur au sprint, terminant notamment sixième du Grand Prix d'Isbergues en 2006, puis des Boucles de l'Aulne en 2007. Il n'a remporté aucune victoire en cinq saisons professionnelles. En 2010, il finit 19e de Paris-Roubaix et termine notamment septième de la 13e étape du Tour d'Italie.
À la suite d'une lourde chute au SEB Tartu GP 2012, il est contraint d'arrêter sa carrière en fin de saison.
Depuis il est devenu chauffeur de bus et assistant sportif dans cette même équipe qui s'appelle maintenant Direct Energie.

## Palmarès
- 2001
  - Trophée Louison-Bobet
  - Trophée Sébaco
  - Tour du Valromey :
    - Classement général
    - 1re étape

  - 2e du Tour du Haut-Anjou
  - 3e de la Ronde du Printemps
- 2002
  - 2e des Boucles de la Loire
- 2003
  - Côte picarde
  - Paris-Tours espoirs
  - 2e du championnat des Pays de la Loire
- 2004
  - Tour d'Eure-et-Loir
  - Circuit de la vallée de la Loire
  - 3e étape des Boucles de la Mayenne

## Résultats sur les grands tours

### Tour d'Italie
- 2005 : 147e
- 2010 : abandon (20e étape)

### Tour d'Espagne
- 2006 : abandon (9e étape)
- 2007 : abandon (3e étape)